# 向京

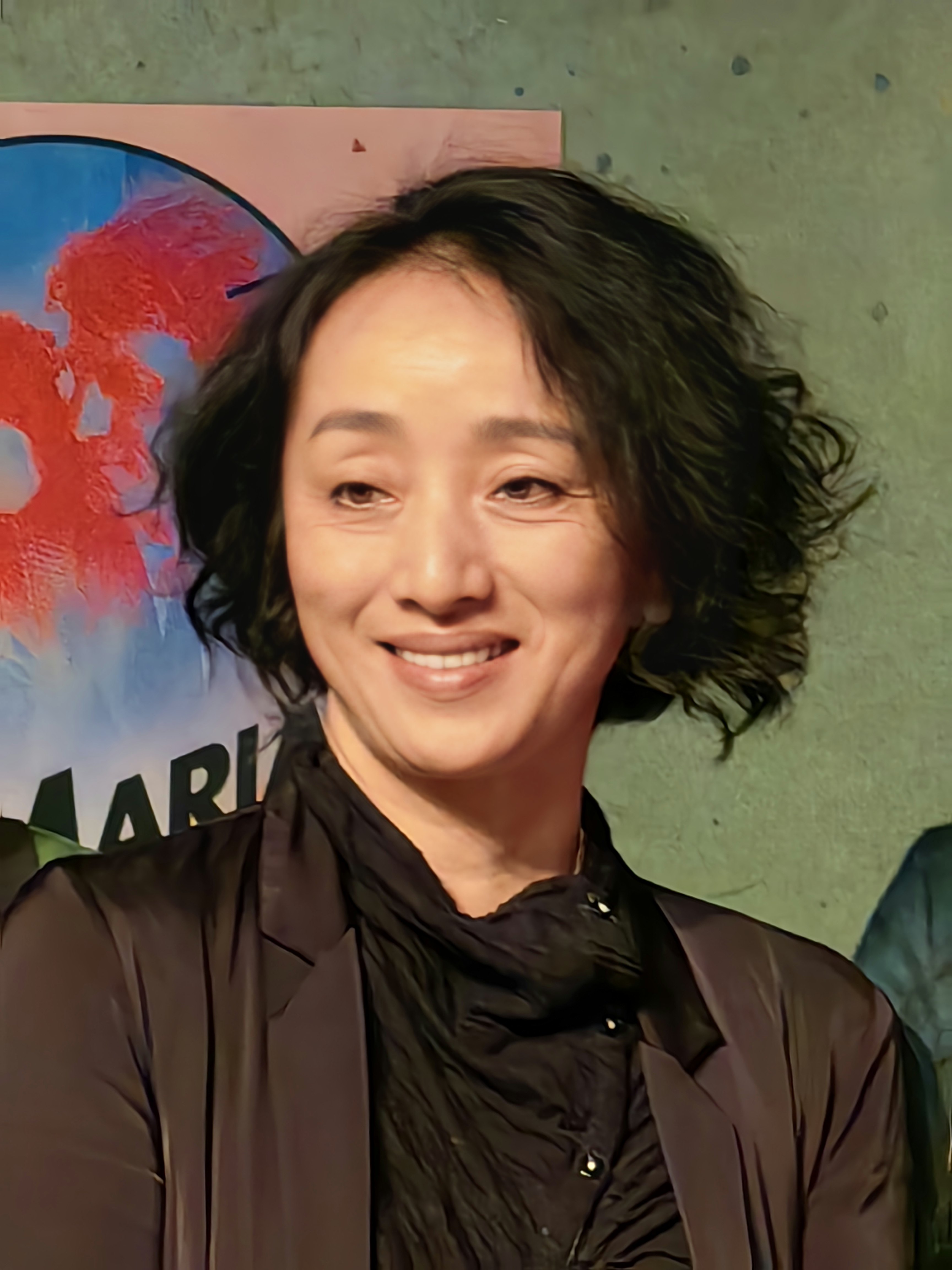

向京(1968年 - )，北京人。1995年毕业于中央美术学院雕塑系，1995年至1999年任中国电影家协会《大众电影》杂志社编辑，1999年至2007年任教于上海师范大学美术学院雕塑工作室，2007年与雕塑家瞿广慈一同从上海师范大学辞职，创立向京＋瞿广慈雕塑工作室（X＋Q Sculpture Studio），2009年将工作室从上海搬至北京。
她在21世纪初以青春少女题材崭露头角、近年来受国际当代艺术界关注的中国当代女雕塑家之一。也是第一届艺术与设计大奖赛候选人。